# Segregació religiosa

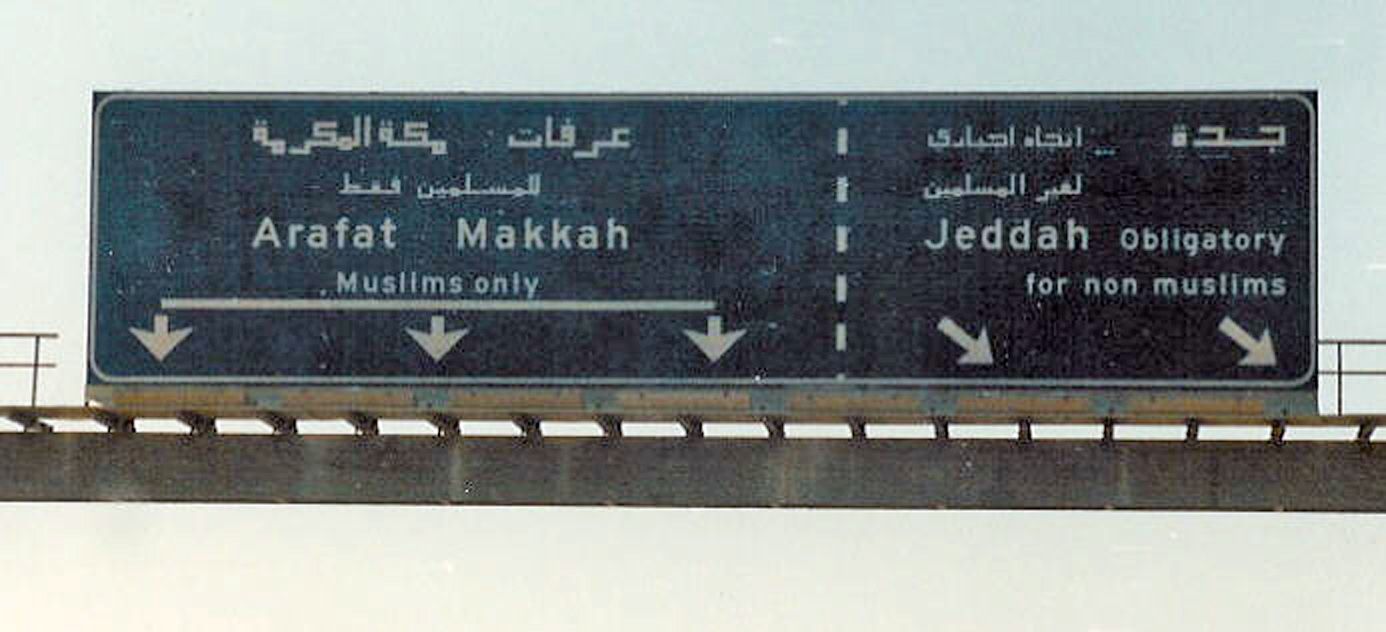
El senyal de trànsit en una carretera a la Meca, que indica que una direcció és «només pels musulmans», mentre que una altra direcció és «obligatori per als no musulmans». La policia religiosa està estacionada més enllà del desviament de la carretera principal per a evitar que els no musulmans accedeixen a la Meca.

Segregació religiosa és la separació de persones per raons de religió. El terme s'ha aplicat en casos que la segregació religiosa ocorre com un fenomen social, així com la segregació derivada de disposicions legals, ja siguin explícites o implícites.
El terme similar apartheid religiós també s'ha utilitzat en situacions on les persones són segregades per motius de religió, com els fenòmens sociològics.